# Enak
Enak est le compagnon du héros éponyme d’Alix, la série de bande dessinée créée en 1948 par Jacques Martin.

## Description
Orphelin d'origine égyptienne, Enak rencontre Alix dans Le Sphinx d'or en lui venant en aide. Par la suite, les deux jeunes gens ne se quittent plus tout au long de leurs aventures.
Au départ amicale, leur relation évoluera vite en une relation filiale, fraternelle, le duo offrant une illustration du couple masculin antique de l'éraste et de l'éromène. Jacques Martin lui-même n'a jamais désiré définir la nature de la relation entre les deux héros. 
Dans Le Prince du Nil, on apprend qu'Enak est un prince égyptien, héritier du trône d'Égypte mais cela se révèle faux.
Enak (comme Alix) se marie et a des enfants, nous apprend la série Alix Senator, écrite par Valérie Mangin et dessinée par Thierry Démarez, se déroulant  plus de trente ans après la série originale et remaniant profondément les caractères des héros.